# Hoàng Anh Tuấn
Hoàng Anh Tuấn (Provincia di Bac Ninh, 12 febbraio 1985) è un sollevatore vietnamita.

## Carriera
Il 10 agosto 2008 ha conquistato la medaglia d'argento ai Giochi olimpici di Pechino 2008 nella categoria 56 kg sollevando 290 kg. nel totale, preceduto dal cinese Long Qingquan (292 kg.).
Ha conquistato anche due medaglie di bronzo ai Campionati mondiali del 2005 e del 2006 nella stessa categoria.
A livello continentale e sempre nella categoria dei 56 kg., Hoàng ha vinto la medaglia d'argento ai Giochi Asiatici di Doha 2006 e tre medaglie d'oro ed una medaglia d'argento ai Campionati asiatici di sollevamento pesi.